# Naegleria fowleri
Naegleria fowleri är en mycket ovanlig frilevande amöba som finns över hela världen och som främst hittas i varma sötvatten av olika slag. Exempel är sjöar, vattendrag, spa-anläggningar, oklorerade pooler, akvarier och även avlopp.
N. fowleri har tre olika stadier: motståndskraftig cysta som klarar ogynnsamma miljöer, flagellat-stadium där den är mycket rörlig samt som amoeboid trofozoit vilket är dess mest aktiva och reproduktiva stadium. Det är i de två sistnämnda stadierna amöban kan infektera människan.
N. fowleri är dödlig för människor, då den kan migrera via näsans luktnerv och infektera både hjärna och hjärnhinna. I hjärnan äter den röda och vita blodkroppar samt hjärnceller. Sjukdomen som orsakas av N. fowleri kallas för PAM (Primary Amoebic Meningoencephalitis) och tiden från första kontakt till insjuknandet kan variera mellan ett dygn upp till sju dagar. Efter första symptomen så leder sjukdomen vanligtvis till döden inom ytterligare ca sju dagar.

## Biologi
Släktet Naegleria består av mer än 40 arter och N. fowleri är den enda art som är sjukdomsframkallande hos människor.
N. fowleri är känslig för vissa miljöfaktorer såsom uttorkning, extrema pH och kan inte överleva i havsvatten. Amöban är mesofil vilket innebär att den trivs bäst i varma temperaturer och kan tillväxa och leva i temperaturer upp till >40 grader. Den kan även överleva i några timmar i cyststadium i temperaturer upp till 65 grader.

## Livscykel
N. fowleris livscykel inkluderar som nämnt i inledningen tre olika stadier. I stadiet som cysta kapslar N. fowleri in sig i en motståndskraftig vätskefylld blåsa för att skydda sig mot mindre gynnsamma miljöer. Detta sker när den befinner sig i torra miljöer så som till exempel i damm eller när den lever i jorden. Cystorna är i allmänhet sfäriska och dubbelväggiga med fina porer och mäter ca 7-15 µm.
I sitt andra stadium som amoeboid trofozoit är amöban ungefär 10-25 μm , och det är i detta som den är mest metaboliskt aktiv och reproduktiv. I det amoeboida trofozoit stadiet livnär sig amöban på bakterier och annat organiskt material och förökar sig genom asexuell reproduktion.
N. fowleri övergår från amoeboid trofozoit till sitt tredje stadium som flagellat då den kommer i kontakt med vatten. I detta stadium är N. fowleri päronformad och mycket rörlig.
Som flagellat mäter amöban mellan 10 och 16 μm. Den återgår till stadiet som amoeboid trofozoit när förhållandena blir mer gynnsamma igen. Som bilden nedan visar kan N.fowleri spridas både som flagellat och som amoeboid trofozoit.
För att identifiera N. fowleri så drar man nytta av dess särskilda kapacitet att snabbt transformera sig mellan dessa tre olika stadier, särskilt studeras hur N. fowleri transformeras från sitt amoeboida stadium till flagellat när den frisätts i vatten.
N. fowleri kan odlas på agar plattor försedda med bakterier som sedan inkuberas i 37° Celsius.

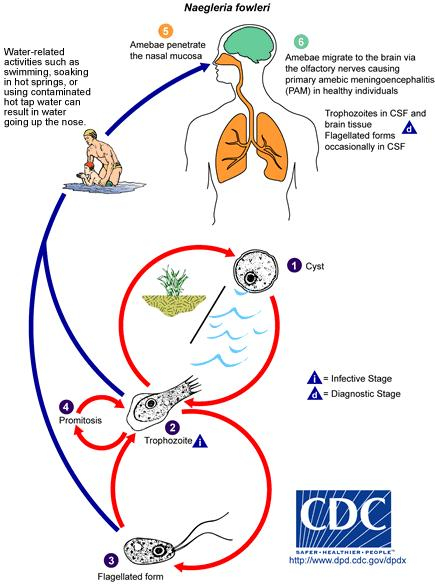
1. N. fowleri som cysta är väldigt motståndskraftig och klarar både torra och fuktiga miljöer.
2. Trofozoit-stadiet, amöban är som mest metaboliskt aktiv. Detta stadium intar amöban när den har god tillgång till näring.
3. Flagellat-stadiet är N. fowleris mest rörliga stadium.
4. Trofozoiten är det reproduktiva stadiet.
5. Amöban penetrerar in i värdens nasala gångar.
6. N. fowleri migrerar upp till hjärnan och förflyttar sig via nervceller och börjar konsumera röda och vita blodkroppar samt hjärnceller.

## Ekologi
N. fowleri finns främst i jorden eftersom den där har god tillgång till en behaglig temperatur, vatten och bakterier. Kraftiga regn och avrinning kan föra med sig organismen till sjöar, dammar och ytvatten, och på så sätt kan organismen även hamna i mindre vattenansamlingar som till exempel vattenpölar. N. fowleri kan föröka sig i vatten som är förorenat med koliforma bakterier vilka amöban livnär sig på.

## Sjukdomsförlopp
N. fowleri är smittsam i trofozoitstadiet. Amöban inhaleras vanligen  in i näshålan, penetrerar luktslemhinnan och tar sig upp till hjärnan via luktnerverna. Trofozoiten tar sig sedan in i det centrala nervsystemet där den börjar konsumera röda och vita blodkroppar samt hjärnceller. Detta resulterar i att den framkallar starka inflammatoriska reaktioner och värden får hjärnhinneinflammation. N. fowleri kan inte orsaka sjukdom genom att man dricker vatten som är smittat med organismen.

## Primär amöbisk meningoencefalit (PAM)
N. fowleri orsakar en allvarlig, vanligen dödlig, meningoencefalit, det vill säga en kombinerad hjärnhinneinflammation (meningit) och hjärninflammation (encefalit).
PAM är känd för att huvudsakligen drabba barn och unga vuxna som nyligen varit i kontakt med varmt sötvatten.
Det anmärkningsvärda med PAM är de snabbt insättande symptomen efter att man kommit i kontakt med patogenen. Utan snabb diagnos och behandling dör man därför vanligtvis inom en till två veckor.
N. fowleri kan orsaka sjukdom hos andra djur vid infektionsförsök i laboratoriemiljö, dock har inga fall av naturlig infektion hos djur påträffats eller rapporterats.
Tiden från första kontakten till insjuknandet är i genomsnitt 5 dagar, men kan även vara så kort som ett dygn. Eftersom det inte finns några distinkta kliniska symptom som skiljer PAM från akut bakteriell hjärnhinneinflammation är det viktigt att läkaren får information om patientens kontakt med sötvatten under den senaste veckan. De första symptomen är plötslig huvudvärk vid pannbenet eller tinningarna samt hög feber, nackstelhet, följt av illamående, kräkningar, irritation och rastlöshet. Fotofobi (ljuskänslighet) kan uppträda sent i det kliniska förloppet, följt av neurologiska abnormiteter, inklusive letargi, anfall, förvirring, koma, dubbelseende och udda beteende.
N. Fowleri-infektioner har en dödlighet på ungefär 98 %. Döden inträffar i genomsnitt efter 10 dagar från exponering, och efter 5 dagar från första symtom. Omkring 300 fall av PAM har rapporterats i världen, främst i USA, Australien och Europa varav endast några enstaka människor har överlevt infektionen. På grund av att sjukdomen är mycket ovanlig har kliniska studier inte kunnat utföras för att bestämma optimal behandling. Baserat på in vitro-studier och erfarenhet från snarlika sjukdomar är amfotericin B vedertagen behandling, ofta i kombination med andra läkemedel.

## Diagnostik
Diagnos av PAM kan göras genom en mikroskopisk undersökning av nytagen cerebrospinalvätska, en färglös flytande kroppsvätska som producerats i hjärnan. Dödsorsak kan även fastställas genom obduktion, då man undersöker hjärnan av den som avlidit.

## Epidemiologi
N. fowleri finns över hela världen och hittas i varma vatten. Exempel är sjöar, vattendrag, spa-anordningar och i icke klorerade pooler, akvarier och avlopp. Man har aldrig hittat N. fowleri i havet och den har sällan hittats i förorenat vatten vilket tyder på känslighet för osmos. Amöban tål temperaturer upp till 45°C och på grund av temperaturen är det under sommarmånaderna som N. fowleri förökar sig. Det är även under sommarmånaderna de flesta fallen av PAM rapporteras. De som främst är utsatta är människor som sysslar med simning, dykning och vattenskidåkning i sjöar, dammar och otillräckligt klorerade simbassänger.

## Historia
Det första fallet av PAM rapporterades i Australien 1965 av läkarna M. Fowler och RF Carter. Dock tillskrevs detta Acantamoeba.1 Det första sjukdomsfallet som tillskrevs N. fowleri, fastställdes i Florida, USA 1966. Efter detta fall myntade man namnet PAM (Primary amoebic meningoencephalitis) som benämning på sjukdomstillståndet då man insjuknar i hjärnhinneinflammation som följer en infektion av N. fowleri. Genom retrospektiv undersökning av hjärnvävnad har man visat att PAM orsakat av N. fowleri inträffade redan 1955. Läkarna M. Fowler och R.F. Carter var först med att beskriva de mänskliga sjukdomar som orsakas av amöba-flagellater. Deras studier på amoeboida flagellater har banat väg för förståelsen av hur en protozo effektivt kan leva både fritt i miljön, och i en human värd. Sedan 1965 har nästan 300 fall av hjärnhinneinflammation orsakad av N. fowleri fastställts i en rad olika länder runtom i världen.